# Endoxylina pini
Endoxylina pini är en svampart som beskrevs av Sivan. 1977. Endoxylina pini ingår i släktet Endoxylina och familjen Diatrypaceae.  Arten är reproducerande i Sverige. Inga underarter finns listade i Catalogue of Life.